# 麦肯齐县 (北达科他州)
麦肯齐县（英語：McKenzie County）是位于美国北达科他州西部的一个县，西鄰蒙大拿州，面積7,410平方公里，根據2020年美國人口普查統計，共有人口14,704人。县治沃特福德市。